# Яхны (Мироновский район)
Яхны́ (укр. Яхни́) — село, входит в Мироновский район Киевской области Украины.
Население по переписи 2001 года составляло 827 человек. Почтовый индекс — 08854. Телефонный код — 4574. Занимает площадь 19,2 км². Код КОАТУУ — 3222989101.

## Местный совет
08854, Київська обл., Миронівський р-н, с.Яхни, вул.Кооперативна, 2

## История
В XIX веке село Яхны было в составе Ольховецкой волости Каневского уезда Киевской губернии. В селе была Покровская церковь.